# Pliszka żółta
Pliszka żółta, wolarka (Motacilla flava) – gatunek małego ptaka z rodziny pliszkowatych (Motacillidae). Zamieszkuje Eurazję i Afrykę. Bardzo liczny, nie jest zagrożony.

## Występowanie
Zamieszkuje większość Eurazji, na wschodzie po środkową Syberię, a także północną Afrykę. Wędruje na dalekie dystanse, przeloty od marca do maja i od sierpnia do października. Zimuje nad Morzem Śródziemnym oraz bardziej na południu – w Afryce Subsaharyjskiej. Wschodnie podgatunki swe zimowiska mają na subkontynencie indyjskim i Półwyspie Arabskim. W Europie Środkowej spotkać można około 7 podgatunków tej pliszki.
W Polsce licznie lęgowy na niżu jest podgatunek M. flava flava, poza tym podczas przelotów pojawiają się też ptaki z innych podgatunków: thunbergi, feldegg, iberiae i flavissima. 3 z nich mają charakter przelotny i nie wyprowadzają lęgów. Stwierdzenia podgatunku feldegg podlegają weryfikacji przez Komisję Faunistyczną Sekcji Ornitologicznej Polskiego Towarzystwa Zoologicznego (do 2021 roku odnotowano 18 stwierdzeń). W górach pliszka żółta występuje do wysokości kilkuset metrów. Licznie zasiedla Wielkopolskę, Podlasie, Mazowsze, Lubelszczyznę i Dolny Śląsk. Często ustępuje tu w swoich siedliskach tylko skowronkom. W czasie wiosennych przelotów, od końca marca do połowy maja, w Zatoce Gdańskiej obserwuje się skupienia ptaków liczące tysiące i więcej osobników. W trakcie jesiennych migracji pojawiają się od sierpnia do końca października. To wtedy w niektórych miejscach w kraju można natknąć się na największe koncentracje pliszki na masowych noclegowiskach – liczy się tam setki, a nawet tysiące sztuk. Wyjątkowe obserwacje migrujących osobników zdarzają się jeszcze w grudniu. Pojedyncze (bardzo rzadkie) stwierdzenia ptaków zimujących pochodzą głównie z południa Polski.

## Systematyka
Szerokie rozprzestrzenienie się ptaka spowodowało powstanie wielu podgatunków. Różnice między nimi są widoczne głównie w ubarwieniu głów samców. Samice i młode poszczególnych podgatunków są względem siebie prawie identyczne. Sytuację komplikuje fakt, że pomiędzy niektórymi podgatunkami dość regularnie dochodzi do hybrydyzacji. Międzynarodowy Komitet Ornitologiczny (IOC) wyróżnia dziesięć podgatunków M. flava:
- pliszka żółtawa (M. flava flavissima) – Brytania i przybrzeżna Europa.
- pliszka żółtogłowa (M. flava lutea) – południowo-zachodnia Rosja do północno-zachodniego i północno-środkowego Kazachstanu.
- pliszka żółta (M. flava flava) – północna i środkowa Europa do Uralu.
- M. flava beema – południowo-zachodnia Syberia i północno-wschodni Kazachstan do zachodnich Himalajów.
- pliszka iberyjska (M. flava iberiae) – Półwysep Iberyjski, południowo-zachodnia Francja i północno-zachodnia Afryka.
- pliszka apenińska (M. flava cinereocapilla) – Włochy, Sycylia, Korsyka, Sardynia i Słowenia.
- M. flava pygmaea – Egipt (Delta Nilu i dalej na południe wzdłuż Nilu); populacja osiadła[7].
- pliszka białogłowa (M. flava leucocephala) – północno-zachodnia Mongolia, północno-zachodnie Chiny i północno-środkowa Syberia.
- pliszka czarnogłowa (M. flava feldegg) – Bałkany i Turcja do Iranu i Afganistanu.
- pliszka tundrowa (M. flava thunbergi) – północna Europa do północno-zachodniej Syberii.

Niektórzy systematycy wyróżniają też podgatunek M. flava melanogrisea, inni utożsamiają go z M. flava feldegg. Niektóre z powyższych podgatunków (zwłaszcza lutea i feldegg) często bywały podnoszone przez różnych autorów do rangi osobnych gatunków.
Dawniej do M. flava zaliczano też podgatunki występujące dalej na wschód, wyodrębnione do osobnego gatunku o nazwie M. tschutschensis (pliszka syberyjska).

Zdjęcia niektórych podgatunków pliszki żółtej
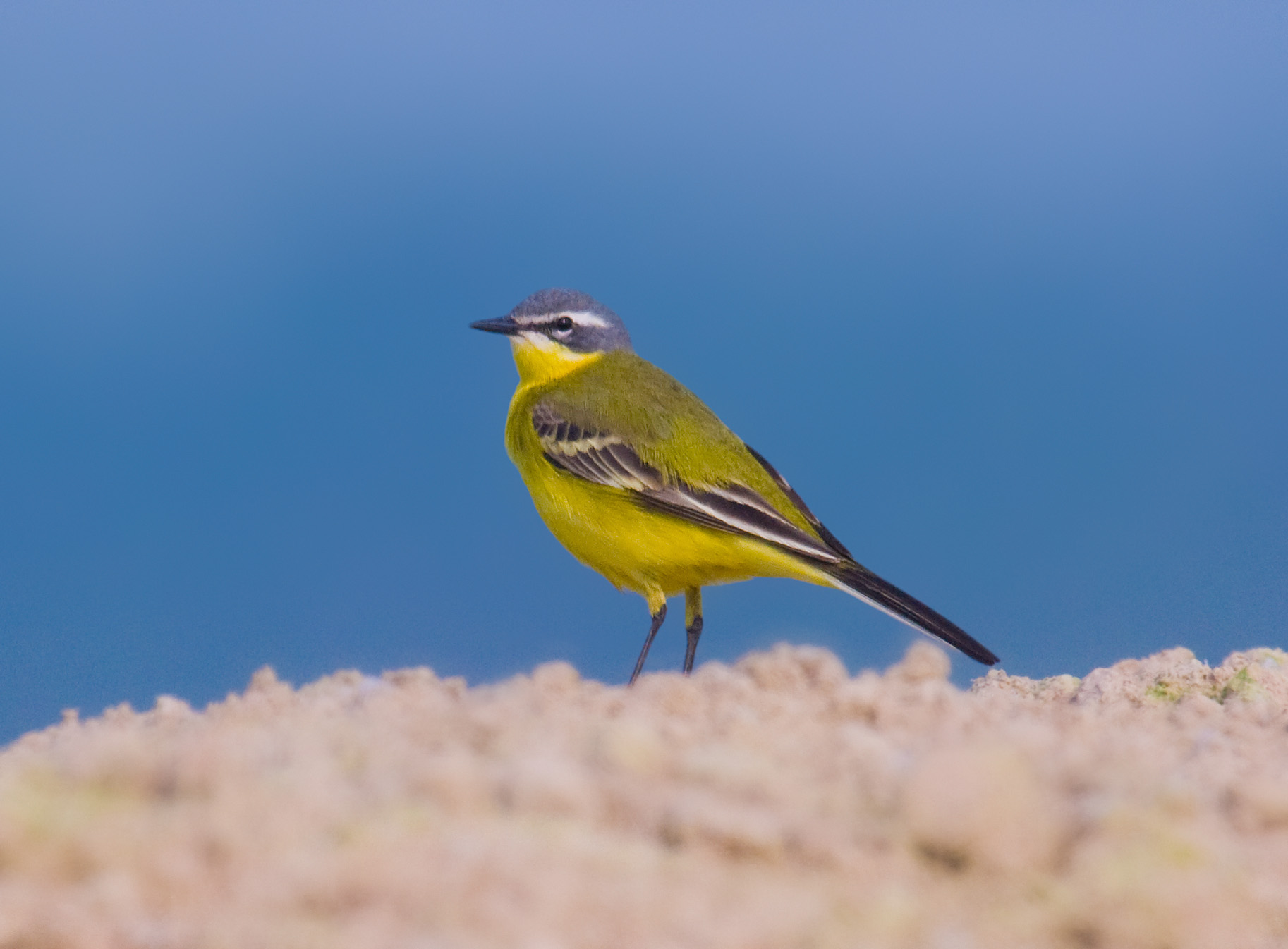
Dorosły samiec podgatunku nominatywnego M. f. flava
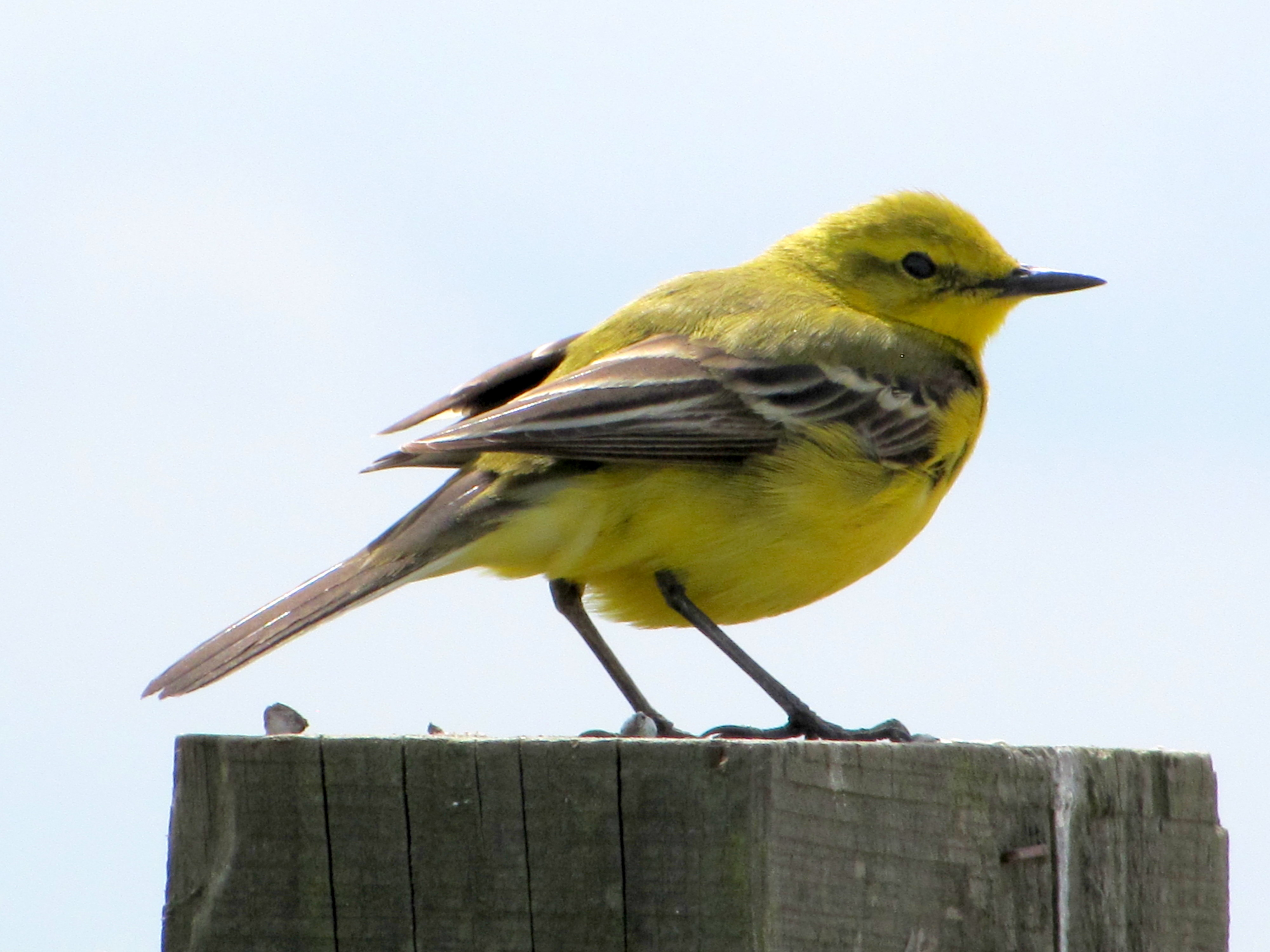
Dorosły samiec pliszki żółtawej (M. f. flavissima)
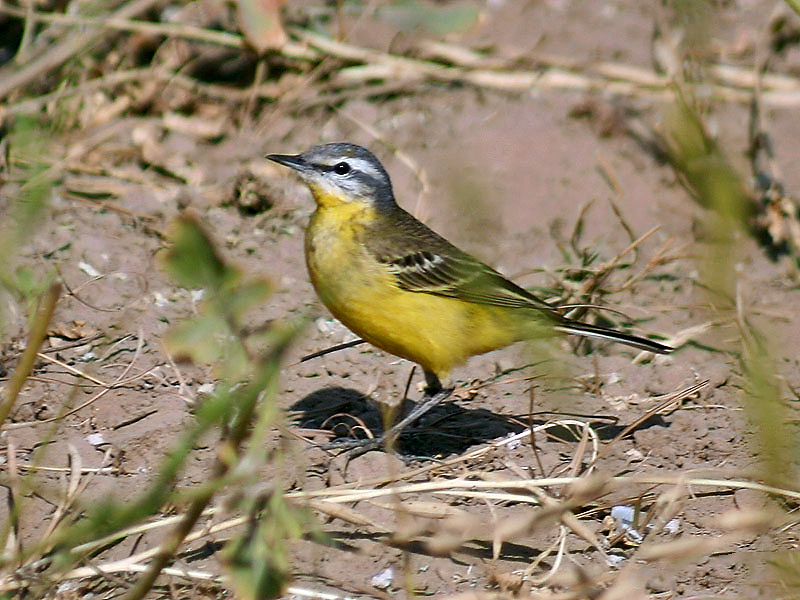
Dorosły samiec podgatunku M. f. beema
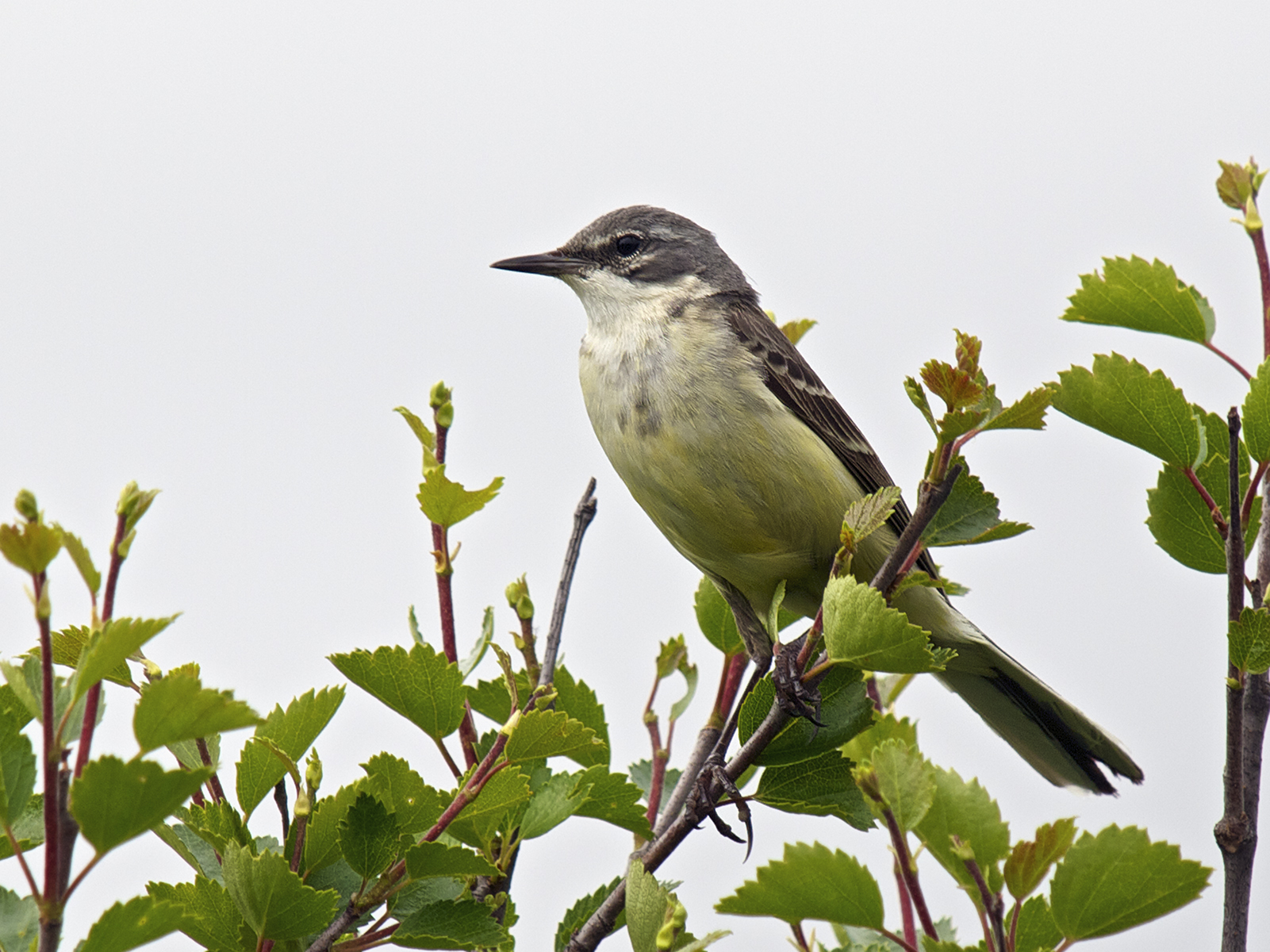
Samica pliszki tundrowej (M. f. thunbergi)
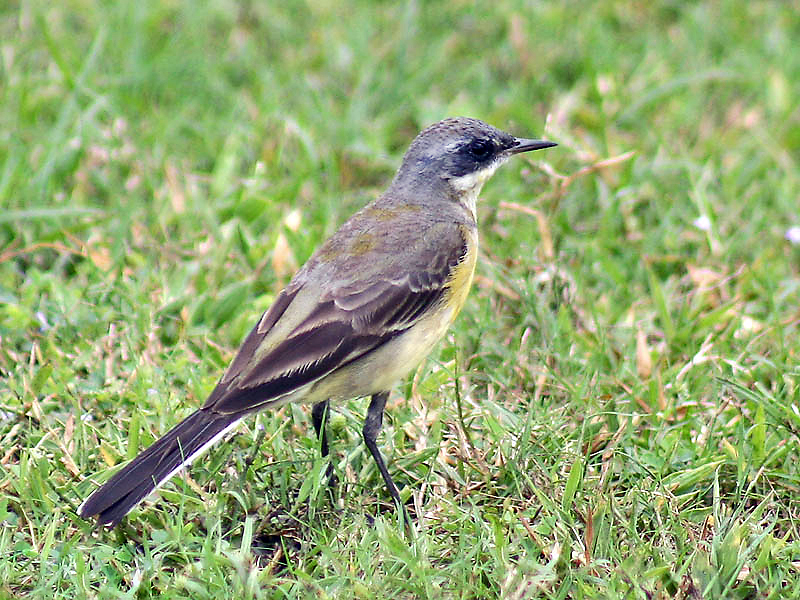
Samica podgatunku M. f. melanogrisea
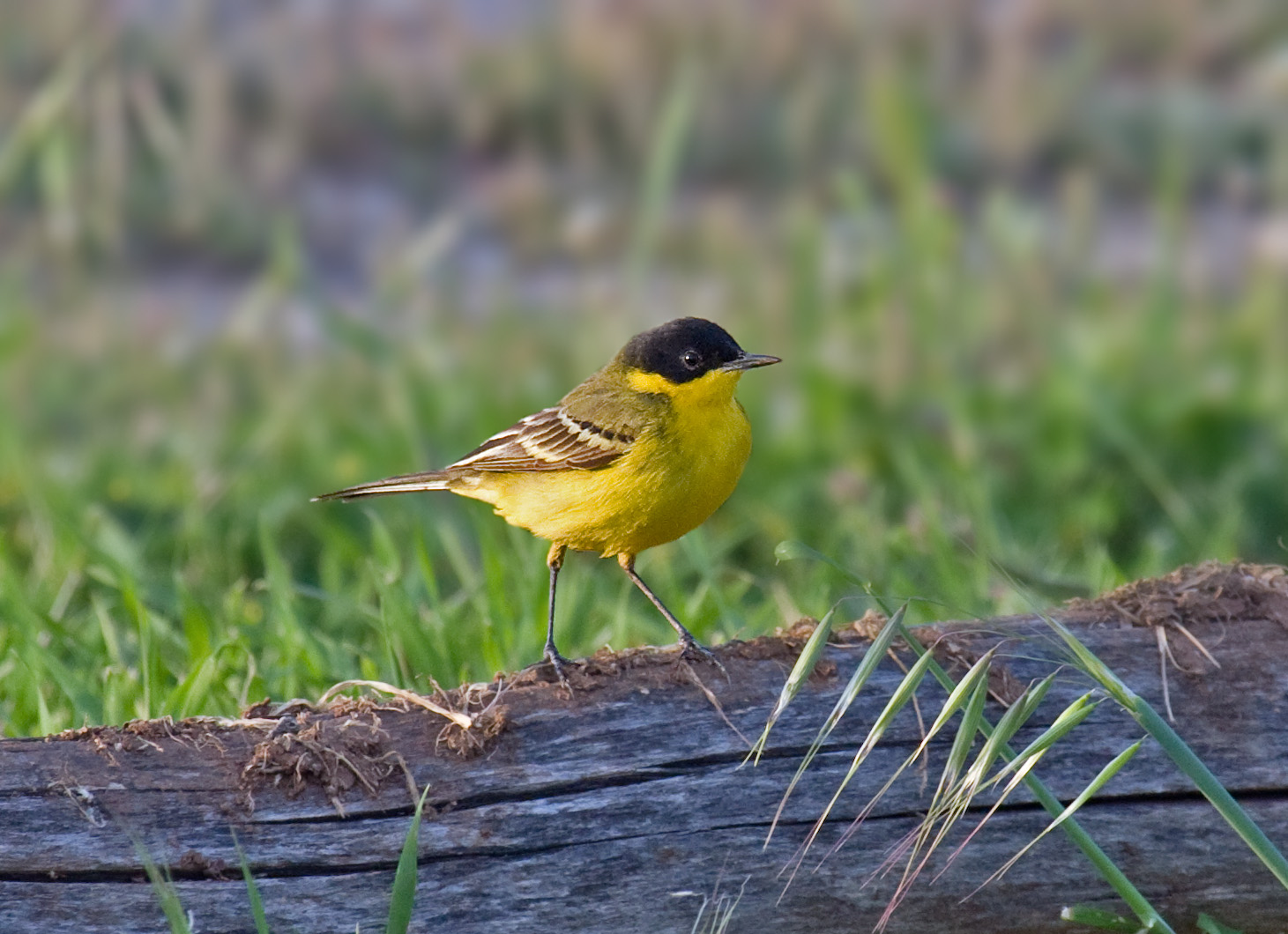
Samiec pliszki czarnogłowej (M. flava feldegg)
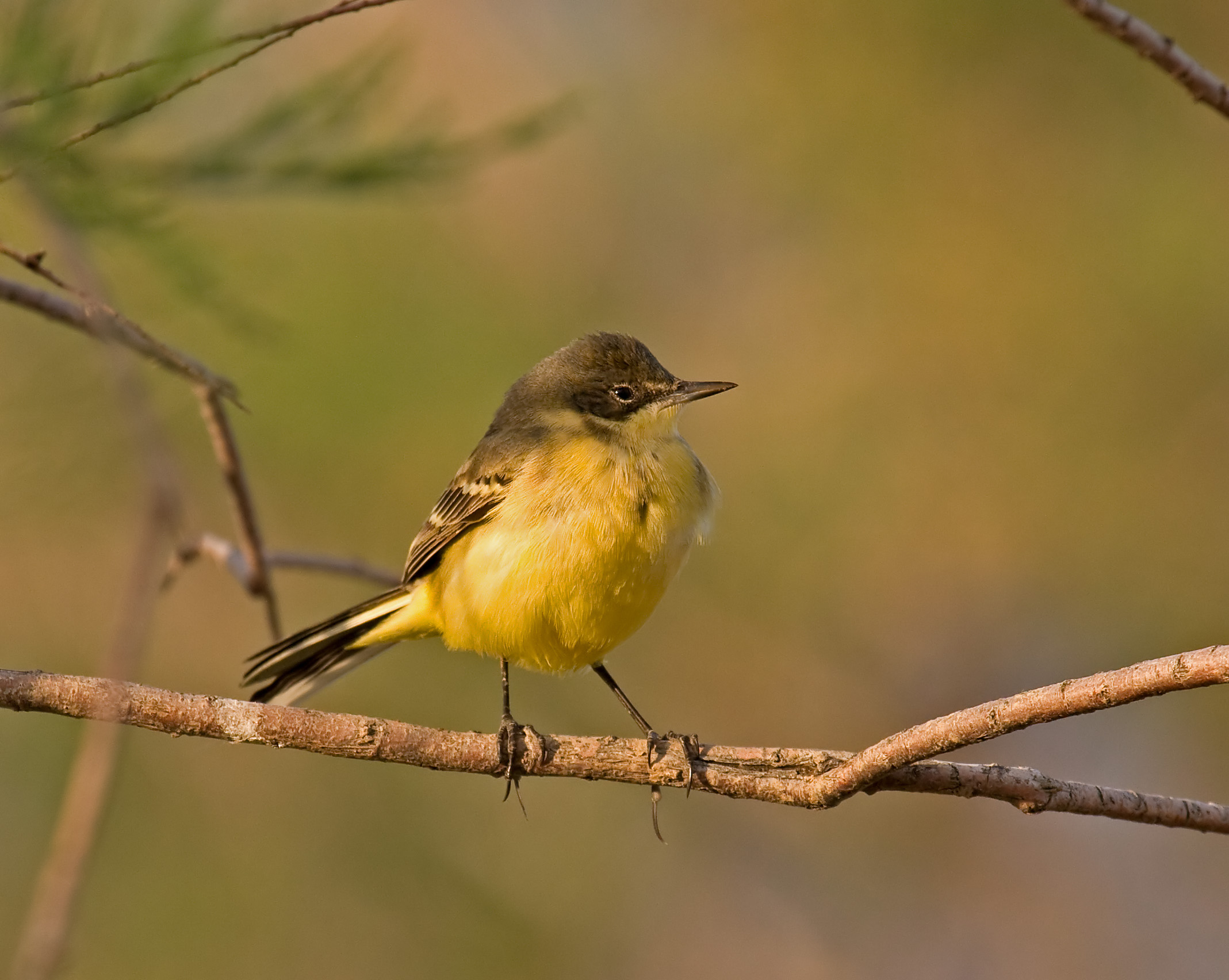
Samica pliszki czarnogłowej
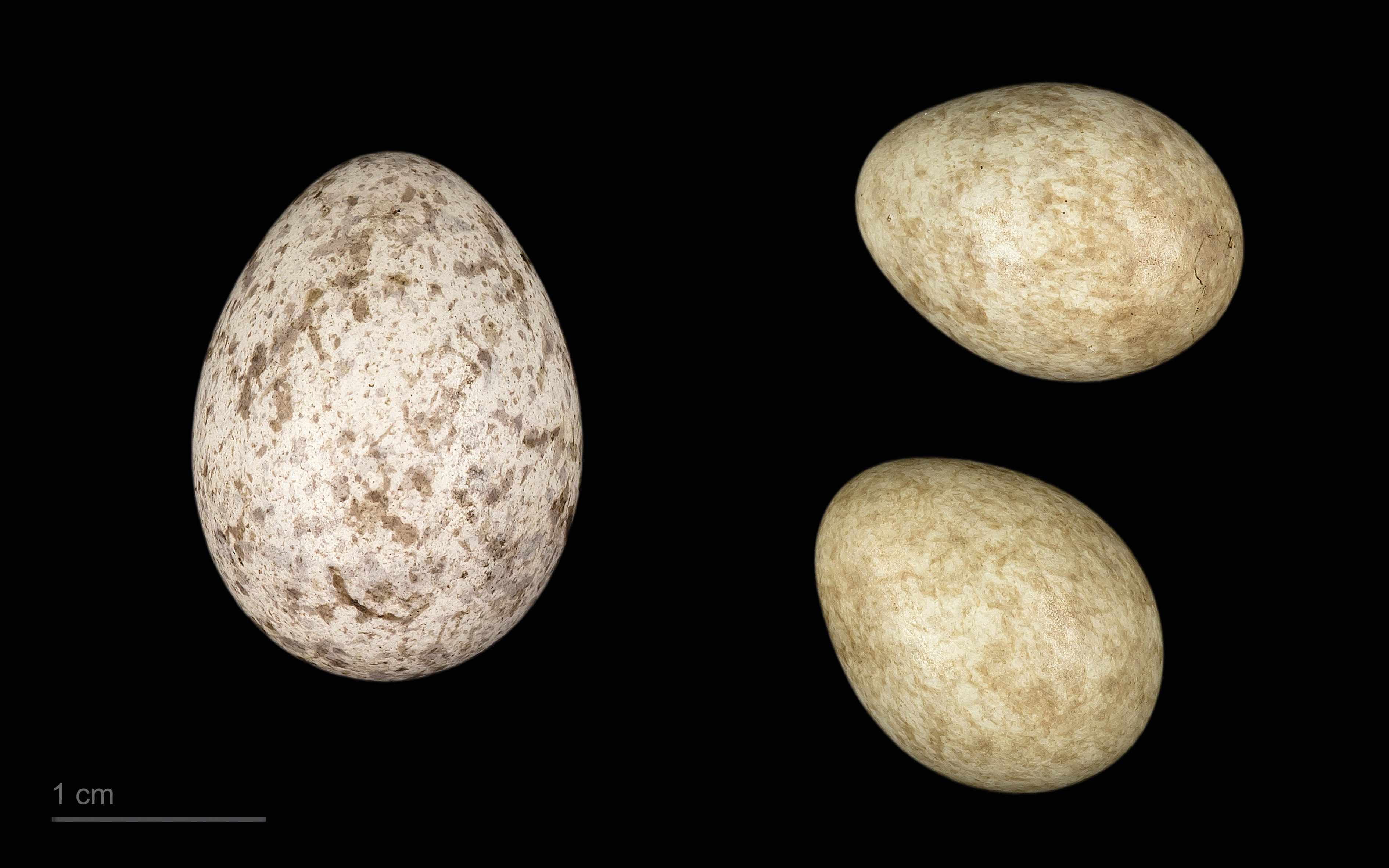
Jajo kukułki i jaja pliszki żółtej

## Charakterystyka

### Cechy gatunku
Najmniejsza z europejskich pliszek, o krępej, wysmukłej sylwetce. Upierzenie podobne do pliszki górskiej, choć odróżnia ją żółte podgardle. U samców wszystkich podgatunków żółty spód ciała, oliwkowy grzbiet i kuper, szarozielone skrzydła z jaśniejszymi pasami i ciemnoszary ogon z białymi brzegami. Dziób i nogi czarne. Długi ogon pośrodku jest czarny o białych brzegach. Głowa i kark popielate, biała brew nad okiem i podgardle, a pod nim biały wąs. Poszczególne podgatunki różnią się upierzeniem głowy i podgardla (opis – powyżej). Samice i młode u wszystkich podgatunków podobne do samców, ale o mniej jaskrawej, przytłumionej, bardziej jednolicie oliwkowożółtej barwie upierzenia, oliwkowozielonej głowie i żółtym brzuchu. Obie płci nie różnią się rozmiarami ciała.

W odniesieniu do innych pliszek ma dość krótki ogon, lata ze specyficzną lekkością – lotem falistym. Jest nieco mniejsza od pliszki siwej. Ma delikatniejszą budowę ciała niż wróbel i jest od niego mniejsza.

### Głos
Często siada na odsłoniętych krzewach lub roślinach zielnych i wydaje uporczywy odgłos wabiący „tsłip”. Melodia jest cicha i składa się z kilkakrotnie powtarzanych strof „psiee riee ciech”. Śpiewa również w locie.

### Zachowanie
Najczęściej widuje się ją na ziemi. Nie boi się wychodzić na zupełnie odsłonione tereny i nie kryje się przed człowiekiem. Pliszki chętnie siadają na wyższych słupkach, badylach, kretowiskach, kamieniach, krzakach i płotach. Mniej kiwa ogonem niż inne pliszki. Przez cały rok jest ptakiem towarzyskim. Skupia się w duże stada w trakcie wędrówek.

### Wymiary średnie
długość ciałaok. 17 cm

rozpiętość skrzydełok. 27 cm

### Masa ciała
ok. 17 g

## Biotop
Pierwotne siedliska były bardzo różnorodne – od zakrzewionego stepu po trawiastą tundrę. Zasiedla otwarte przestrzenie, umiarkowanie wilgotne łąki typu grądów o krótkiej trawie i pastwiska z pojedynczymi wysokimi roślinami i kępami, depresje, doliny rzek, nieużytki, pola uprawne (głównie rzepaku i roślin okopowych), tereny wydmowe, pola uprawne, skraje bagien oraz stawów i tereny ruderalne na obrzeżach miast. Lokalne populacje są liczniejsze, gdy w okolicy prowadzi się wypas zwierząt kopytnych. Noclegowiska pliszek mogą znajdować się w trzcinach, często w towarzystwie pliszek siwych. 

## Okres lęgowy
Trwa od maja do lipca. Na tereny lęgowe pliszki przylatują w kwietniu, zwykle w małych grupkach. Po pewnym czasie grupy rozpraszają się i poszczególne ptaki łączą się w pary. Zajmują one stosunkowo małe terytoria lęgowe, o obszarze około 60 m wokół gniazda. Bronią go czynnie przed innymi pliszkami. Tworzone pary są monogamiczne.

### Gniazdo
Budowane jest w maju lub czerwcu przez samicę. Znajduje się w dołku na ziemi wśród niezbyt gęstej, dość wysokiej roślinności, dobrze ukryte. Może znajdować się w trawie, na miedzy, w nasypie. Uwite zostaje ze źdźbeł suchych trawy i korzeni z wnętrzem wyłożonym grubą warstwą włosia znalezionego na ziemi lub pierza.

### Jaja

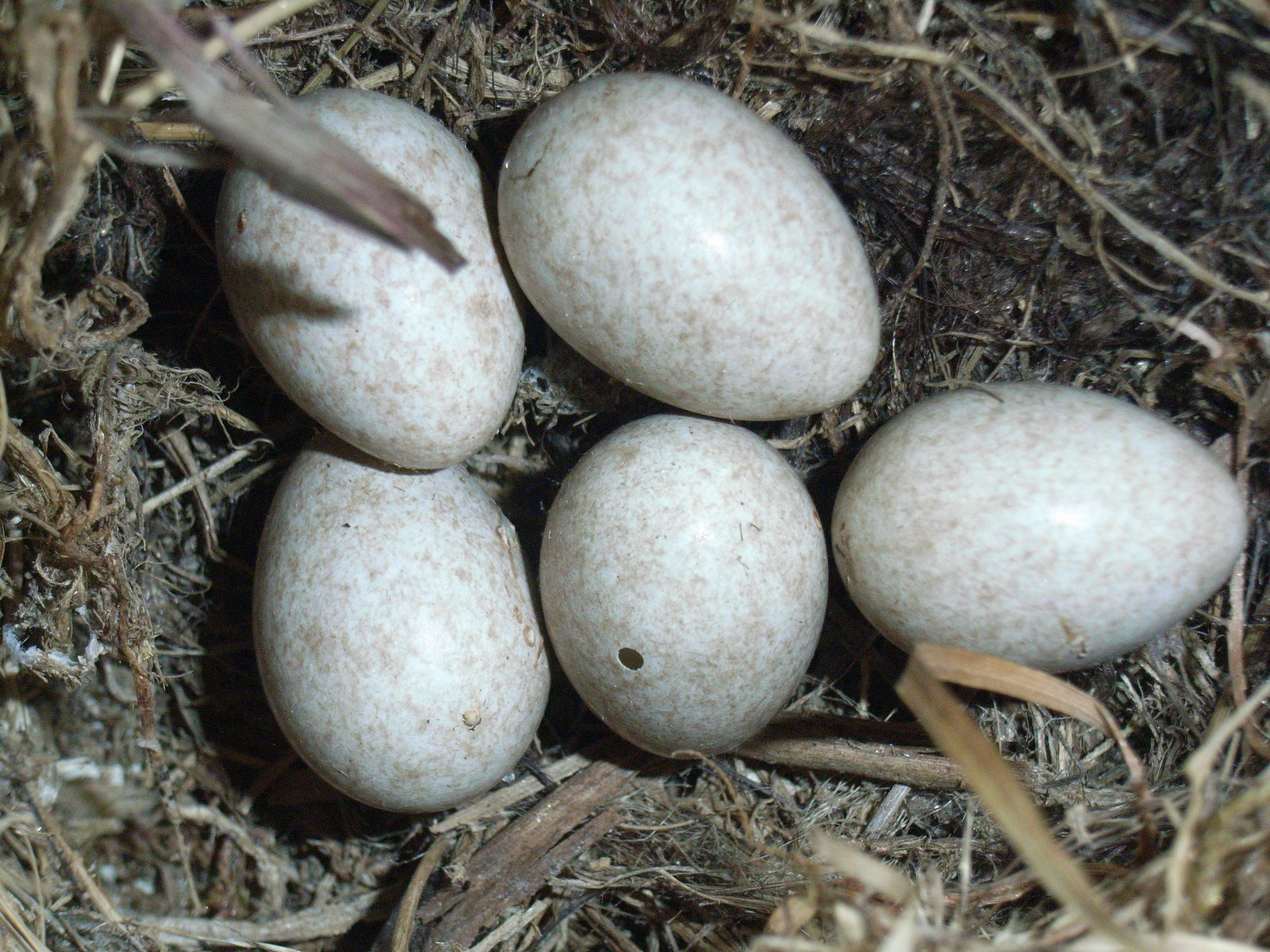
Jaja pliszki żółtej

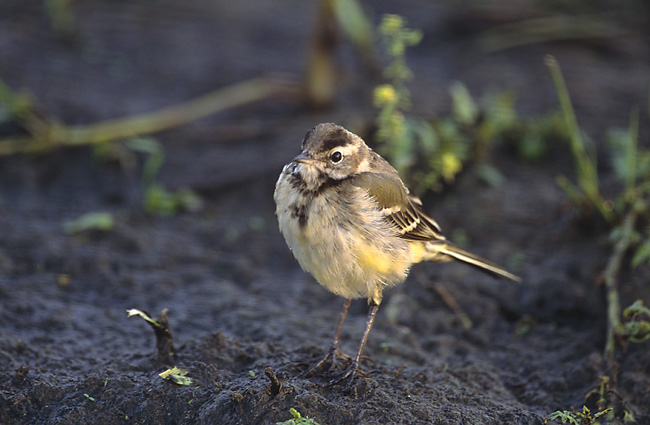
Osobnik młodociany podgatunku M. f. flava

Prawdopodobnie dwa lęgi w roku – w maju i czerwcu. W jednym lęgu 4–5 jaj o średnich wymiarach 21×15 mm, białych o lekko szarawym lub biało-żółtym odcieniu i gęsto nakrapianych szarobrązowymi, małymi plamkami.

### Wysiadywanie, pisklęta
Wysiadywanie przez samicę trwa 14–16 dni, a pisklęta, gniazdowniki, przebywają w gnieździe przez 11–15 dni. Opuszczają je wcześnie, zanim nauczą się latać. Młode są karmione przez oboje rodziców. Pliszki żółte opuszczają lęgowiska we wrześniu. Nim rozpoczną wędrówkę, gromadzą się w duże stada.

## Pożywienie
Odżywia się głównie pokarmem zwierzęcym. Drobne owady (od larw do form imago), chrząszcze i ich larwy (pędraki), muchy, koniki polne oraz pająki, dżdżownice, małe mięczaki.
Owady i inna zdobycz łapana jest w locie, z roślin i na ziemi, jak też na pasącym się bydle (z tego powodu nazywana bywa niekiedy „wolarką”). Silny związek z dużymi zwierzętami kopytnymi można zaobserwować po okresie lęgowym, zwłaszcza późnym latem i jesienią, gdy nie trzymają się one swych terytoriów. Gdy krowy, owce lub konie chodzą swobodnie po szerokim pastwisku, pliszki żółte dotrzymują im kroku nawet przez kilka kilometrów. Korzystając z okazji chwytają co jakiś czas owady spłoszone przez duże ssaki lub muchy krążące wokół nich. Żerowiska znajdują się pośród niskiej roślinności, na odsłoniętym obszarze, pod nogami bydła i koni. Za ofiarą biegnie lub podskakuje, czasem też do niej podfruwa.

## Status i ochrona
IUCN uznaje pliszkę żółtą za gatunek najmniejszej troski (LC, Least Concern). Liczebność światowej populacji, obliczona w oparciu o szacunki organizacji BirdLife International dla Europy z 2015 roku, mieści się w przedziale 60–110 milionów dorosłych osobników. Globalny trend liczebności populacji uznawany jest za spadkowy.
Na terenie Polski gatunek ten jest objęty ścisłą ochroną gatunkową. Na Czerwonej liście ptaków Polski pliszka żółta została sklasyfikowana jako gatunek najmniejszej troski (LC). Według szacunków Monitoringu Pospolitych Ptaków Lęgowych, w latach 2013–2018 populacja lęgowa pliszki żółtej w Polsce liczyła 1 485 000 – 1 644 000 par.
Potrafi dobrze przystosować się do zmian poziomu wód gruntowych i intensyfikacji rolnictwa.